# Ramon Salat Calafell

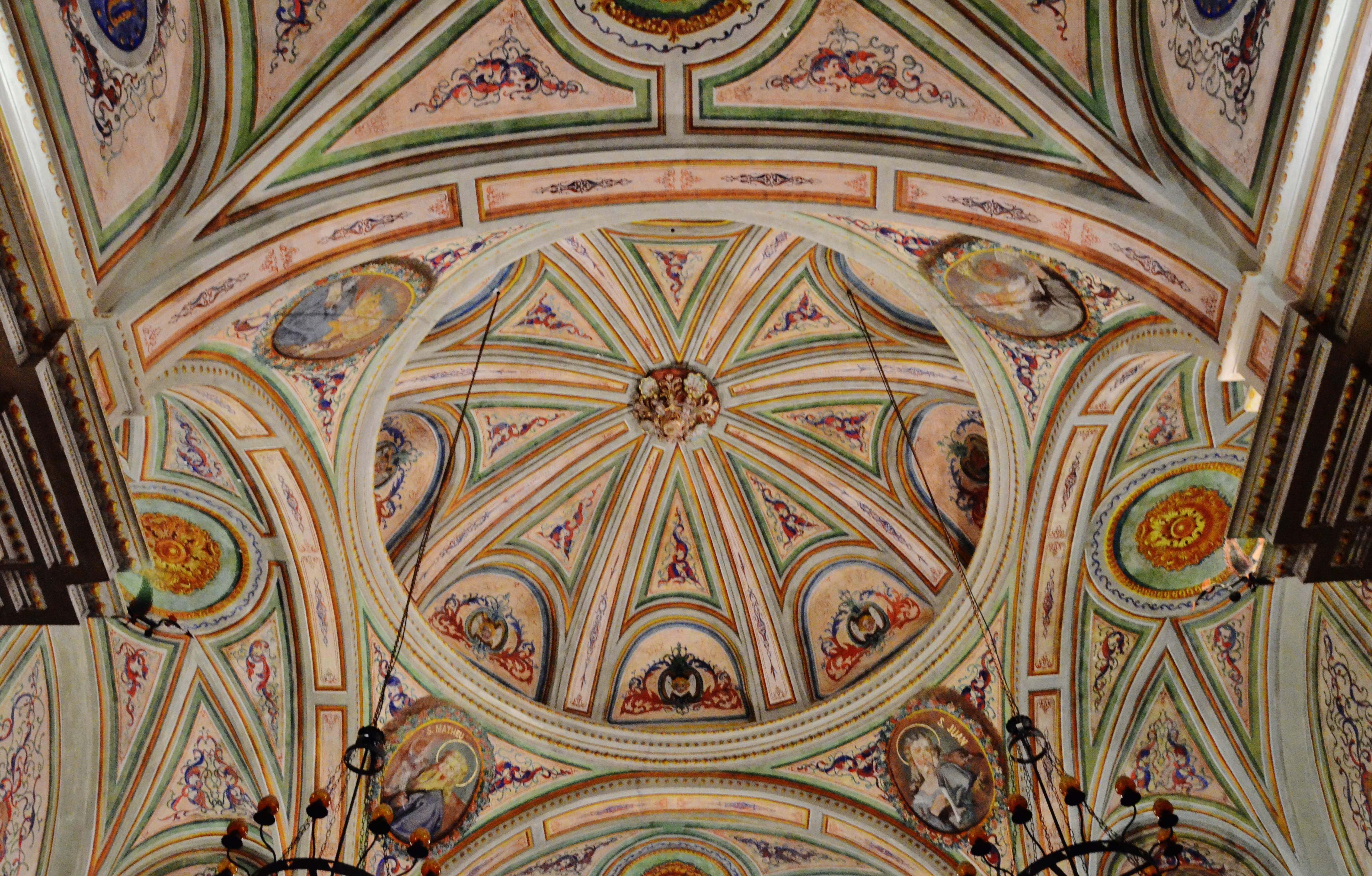
Cúpula de l'església de Sant Jaume de Passanant

Ramon Salat Calafell (Santa Coloma de Queralt, 16 de març de 1712 – L'Albi, 24 d'octubre de 1791) va ser un mestre d'obres barroc.
Fill del també mestre de cases Ramon Salat, viu almenys a Santa Coloma de Queralt fins al març de 1744, quan es bateja el quart fill amb Francesa Jordana, amb qui s'havia casat a la capital de la Baixa Segarra el 1736.
El 1746 contracta les obres de Santa Maria de l'Albi i de l'església de la Nativitat de Nostra Senyora de Juncosa. Des d'aquesta data, molt probablement viu a l'Albi, on hi neixen tres altres fills, serà enterrat a l'església que havia construït, i treballa també en múltiples cases del casc antic.
Quatre anys més tard, visura les obres de l'església parroquial de Sarral, construïda pels mestres d'obres Domènec Tomàs i Francesc Camps (1750). No s'han preservat més referències documentals sobre la seva producció durant la dècada dels cinquanta i els seixanta.
A finals d'aquest decenni, obté en subhasta pública el contracte per executar obres a l'església de Llardecans. Salat no pot assumir les obres, les cedeix a principis de 1773 als mestres de cases lleidatans Credenci Rosana i Climent Bastons.
El motiu d'aquesta cessió es troba en les obres que està realitzant Salat a principis del setanta. El 1770 aconsegueix el contracte per remodelar l'església de Sant Jaume de Passanant, que segons apunta Maria Garganté, “incloïen tota la fàbrica fins a les voltes i el pis de les campanes”. El contracte estipulava que les obres s'havien d'acabar en sis anys, però es van allargar fins a 1782.
En paral·lel, juntament amb Joan Baptista Barberà i Anton Orich, Salat s'encarrega obres de la capella de Sant Sebastià, a l'església de Santa Maria de Guimerà (1772).